# Rudolf Medek

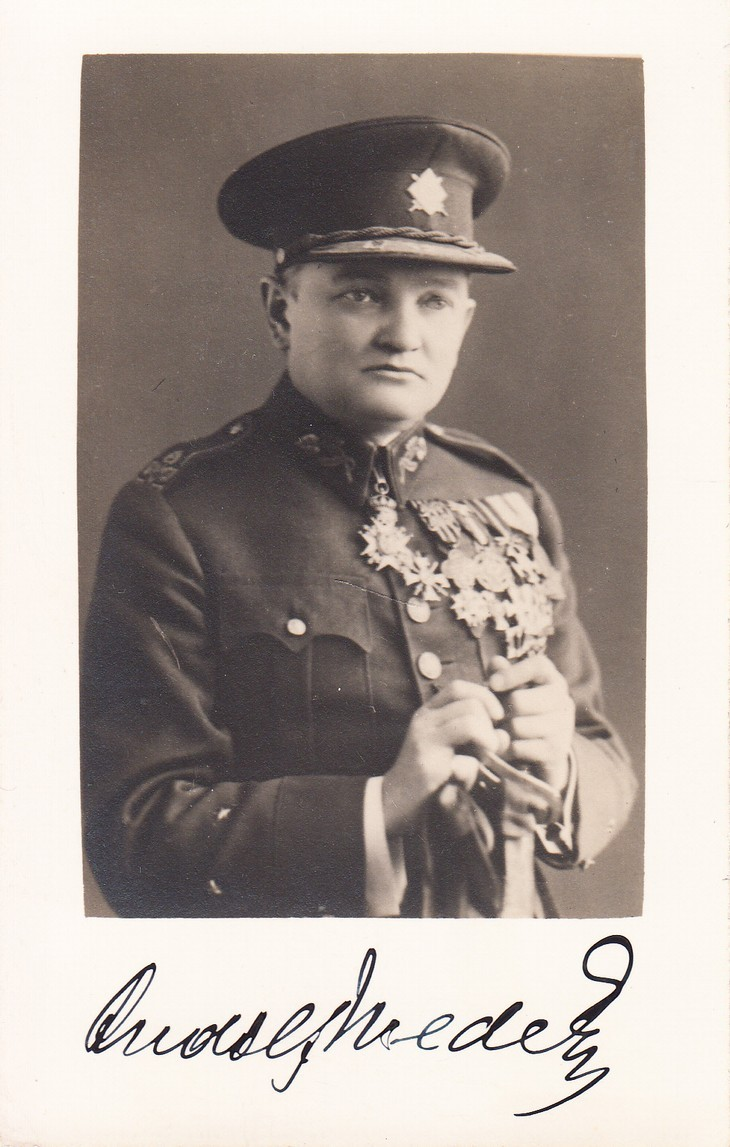
Rudolf Medek

Rudolf Medek (* 8. Januar 1890 in Königgrätz; † 22. August 1940 in Prag) war ein tschechischer Schriftsteller und Offizier.

## Leben
Von 1909 bis zum Beginn des Ersten Weltkrieges wirkte er als Lehrer. Nachdem er die Offiziersausbildung der k.u.k. Armee in Gablonz absolviert hatte, kämpfte er ab 1915 an der Ostfront gegen Russland. Nach seiner Gefangennahme in Kiew sollte er in ein Gefangenenlager nach Sibirien geschickt werden. Allerdings kam er dort nicht an, sondern landete im Krankenhaus von Tscheljabinsk (Ural).
1916 trat er als Freiwilliger den Tschechoslowakischen Legionen bei und wurde einer deren Generale. Er nahm an der Schlacht bei Zborów (heute Zboriw, Oblast Ternopil, Ukraine) teil. 1919 kehrte er nach Prag zurück, wurde zum Oberst der Tschechoslowakischen Armee befördert und erhielt die Tschechoslowakische Interalliierte Siegesmedaille 1919; vom britischen König wurde er mit dem Distinguished Service Order ausgezeichnet. In Frankreich erhielt er die Ehrenmedaille der Legion.
Aus Enttäuschung über das Münchener Abkommen 1938 sandte er beide Auszeichnungen nach London bzw. Paris zurück.
1929 erfolgte eine weitere Beförderung zum Brigadegeneral.
In der Zeit von 1920 bis 1929 wurde Medek Direktor der Gedenkstätte des nationalen Widerstandes (Památník národního odboje), danach am Denkmal der Befreiung (Památník osvobození), welches Teil des Jan-Žižka-Denkmals auf dem Berg Vítkov im Prager Stadtteil Karlín ist.

### Familie
Rudolf Medek ist Vater von Ivan Medek, Musiker und bekannter Dissident sowie des Malers Mikuláš Medek.

## Werke
Rudolf Medek schrieb Bücher über die tschechische Legion und deren Freiheitskampf, deren Veröffentlichung nach dem Februarumsturz 1948 von den kommunistischen Machthabern aufgrund ihrer antibolschewistischen Haltung verboten wurden. Die Inspiration für sein bekanntestes Drama kam durch den Freitod seines Freundes, Oberst Josef Jiří Švec, der sich am 25. Oktober 1918 an der Station in Aksakowo erschoss.

### Gedichte
- Půlnoc bohů – 1912
- Prsten – 1914
- Lví srdce – 1919

### Romane
- Ohnivý drak – 1921, 1925 verfilmt
- Veliké dny – 1923
- Ostrov v bouři – 1925
- Mohutný sen – 1926
- Anabase – 1927
- Legenda o Barabášovi – 1932

### Theaterspiele
- Plukovník Švec – 1928, 1929 verfilmt

### Verfilmungen
- Zborov (1938) (Entwurf)

## Schauspieler
- Za československý stát (1928); Medek spielte den General